# Bhind
Bhind est une ville indienne située dans le district de Bhind au nord de l'État du Madhya Pradesh. En 2001, sa population était de 153 768 habitants.

## Traduction
- (it) Cet article est partiellement ou en totalité issu de l’article de Wikipédia en italien intitulé « Bhind » (voir la liste des auteurs).